# Argidia discios
Argidia discios là một loài bướm đêm trong họ Noctuidae.